# Mondfinsternis vom 3./4. September 609 v. Chr.
Die Beobachtungseinzelheiten der Mondfinsternis vom 3./4. September 609 v. Chr. (−608 nach astronomischer Zeitrechnung, Sarosperiode 47) wurden von einem babylonischen Astronom auf einer Keilschrifttafel protokolliert. Die zu der Gattung der ACT-Texte gehörende Aufzeichnung (BM 32234) befindet sich gegenwärtig im British Museum zu London.
Der im julianischen Kalendersystem angegebene 3./4. September 609 v. Chr. entspricht in Umrechnung auf den heutigen gregorianischen Kalender dem 27./28. August 609 v. Chr. Besondere Bedeutung erlangte diese Aufzeichnung unter anderem durch den Bezug auf den babylonischen König Nabopolassar.

## Erste Übersetzungen
Der Assyriologe Johann Nepomuk Strassmaier sowie die Astronomen Josef Epping und Franz Xaver Kugler begannen zuerst mit der Übersetzung des babylonisch-astronomischen Keilschrifttextes.
Die damaligen herausragenden Forschungsleistungen wurden unter anderem von Otto Neugebauer fortgeführt. 1955 erschien das dreibändige Standardwerk Astronomical cuneiform Texts – Babylonian ephemerides of the Seleucid period for the motion of the sun, the moon, and the planets, das bis heute noch immer die Grundlage der babylonischen Astronomiegeschichte bildet.

## Babylonischer Text BM 32234 (LBAT 1419)
Bei dem erwähnten astronomischen Ereignis handelte es sich um eine totale Mondfinsternis, die aufgrund der Angaben im Keilschrifttext genau zu datieren war. Durch Überprüfung mit anderen historischen Finsternissen wurde festgestellt, dass die historischen Datierungen von den zurückgerechneten Werten abweichen. Die entsprechende Zeitdifferenz wird als „ΔT“ bezeichnet.
Unter Berücksichtigung des ΔT begann in Babylonien die partielle Phase der Mondfinsternis etwa um 1:00 Uhr des 4. September 609 v. Chr. und erreichte gegen etwa 2:55 Uhr ihr Maximum der Totalität. Die Beobachtungswerte weisen eine große Genauigkeit bezüglich des tatsächlichen Eintritts der Mondfinsternis auf:

„Nabopolassar 17. Jahr: [14. Ululu] gegen...[…], [Mond verfinsterte sich] […] nach Sonnenuntergang...“